# コーズマーケティング
コーズマーケティング（英語: Cause marketing）若しくはコーズリレーティッドマーケティング（英語: Cause-related marketing）は、特定の商品を購入することが環境保護などの社会貢献に結びつくと訴える販促キャンペーン。単なる慈善活動と違い最終的には企業のイメージアップ・収益拡大が目的である。
日本では、1960年にスタートしたベルマーク運動がコーズマーケティングの先駆けとされる。アメリカでは、1974年にはコーズマーケティングが実施されたことが知られており、1983年のアメリカン・エキスプレスによる「自由の女神修復キャンペーン」は広く知られている。

## 日本でのコーズマーケティング事例
- ベルマーク教育助成財団 - 協賛企業の商品についているクーポンを送ると僻地の学校や国内外の障害者の支援の活動に寄付される。[3]
- アサヒビール - アサヒスーパードライ1本ごとに1円が主に環境・文化財保護活動に寄付される。
- 王子ネピア - ネピア商品1パック購入ごとに売上の一部が東ティモールでのトイレの建設や修復のためユニセフに寄付される。[4]
- キリンMCダノンウォーターズ - 2007年7月から1L for 10Lプログラム[5]を通じて、ボルヴィックの売上の一部がマリ共和国での井戸を作る費用に充てられる。「日本のコーズマーケティングの夜明けはボルヴィックの「1L for 10L」で始まったと言っても過言ではない。」[6]という見方もある。
- サラヤ - ボルネオの熱帯雨林保護、ウガンダにおける手洗い普及運動（ユニセフ）、ウガンダの難民支援（セーブ・ザ・チルドレン）、途上国の妊産婦支援（ジョイセフ）など、商品によって寄付される先が異なる。
- TBCグループ - エステの特別コース（8,000円）を受けると料金の一部がタンザニアでの植林活動NPOに寄付される。
- 日本コーズ・マーケティング協会 - 飲料メーカーとの提携による飲料自販機設置の売上の一部を国境なき医師団への寄付に充てられる。
- メディエイター - 不要PCの寄付によってカンボジアのスラムに住む子どもたちが学校に通う費用に充てられる。（NPO法人かものはしプロジェクト）
- 森永製菓 - 1チョコfor1スマイルキャンペーンを通じて対象商品1箱につき1円がカカオの国の子どもの支援に充てられる。（公益財団法人プラン・ジャパン、NPO法人ACE）[7]
- フォーク株式会社 - 対象のスクラブ（白衣）1着ごとに300円が国境なき医師団への寄付に充てられる。
- アメリカン・エキスプレス - 2008年末に、提携店舗で買い物をし、アメックスのカードで支払いをすると、カード利用1回につき100円が医療支援NGO「世界の医療団」に寄附されるマーケティングを行った。[8]
- イオン株式会社 - 「幸せの黄色いレシートキャンペーン（イオン・デー）」と称する活動では、購入金額の1%を地域のボランティア団体に還元できる。[9]
- ブルガリ - 2009年に、指定されたリングなどを購入すると、売り上げの一部が、NGOセーブ・ザ・チルドレンに寄附されるマーケティングが行われた。[8]

## 文献
1. ↑  広がる「コーズ・マーケティング」 [リンク切れ]
2. ↑  日本パブリックリレーションズ協会
3. ↑  ベルマーク教育助成財団
4. ↑  “特集 コーズ・ブランディングの時代”. 読売ADリポート ojo：adv.yomiuri
5. ↑    「1L for 10L」プログラム
6. ↑  竹井善昭 (2013年8月20日). “それでもボルヴィックを買いますか？ 見えてきた「コーズマーケティング」の限界』社会貢献でメシを食う。第93回”. ダイヤモンドオンライン
7. ↑  “森永製菓、「チョコレート　１チョコｆｏｒ１スマイル」など発売”. 毎日ｊｐ(毎日新聞)
8. 1 2  竹井善昭 (2009年8月4日). “売上げよりも、“ミッション”ありき。それでも売れている「チャリティ商品」の秘密』社会貢献でメシを食う。”
9. ↑   イオン 幸せの黄色いレシートキャンペーン（イオン・デー）